# Pain brié

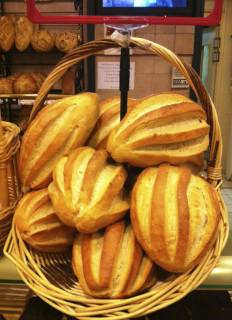
Pains briés sur un étal.

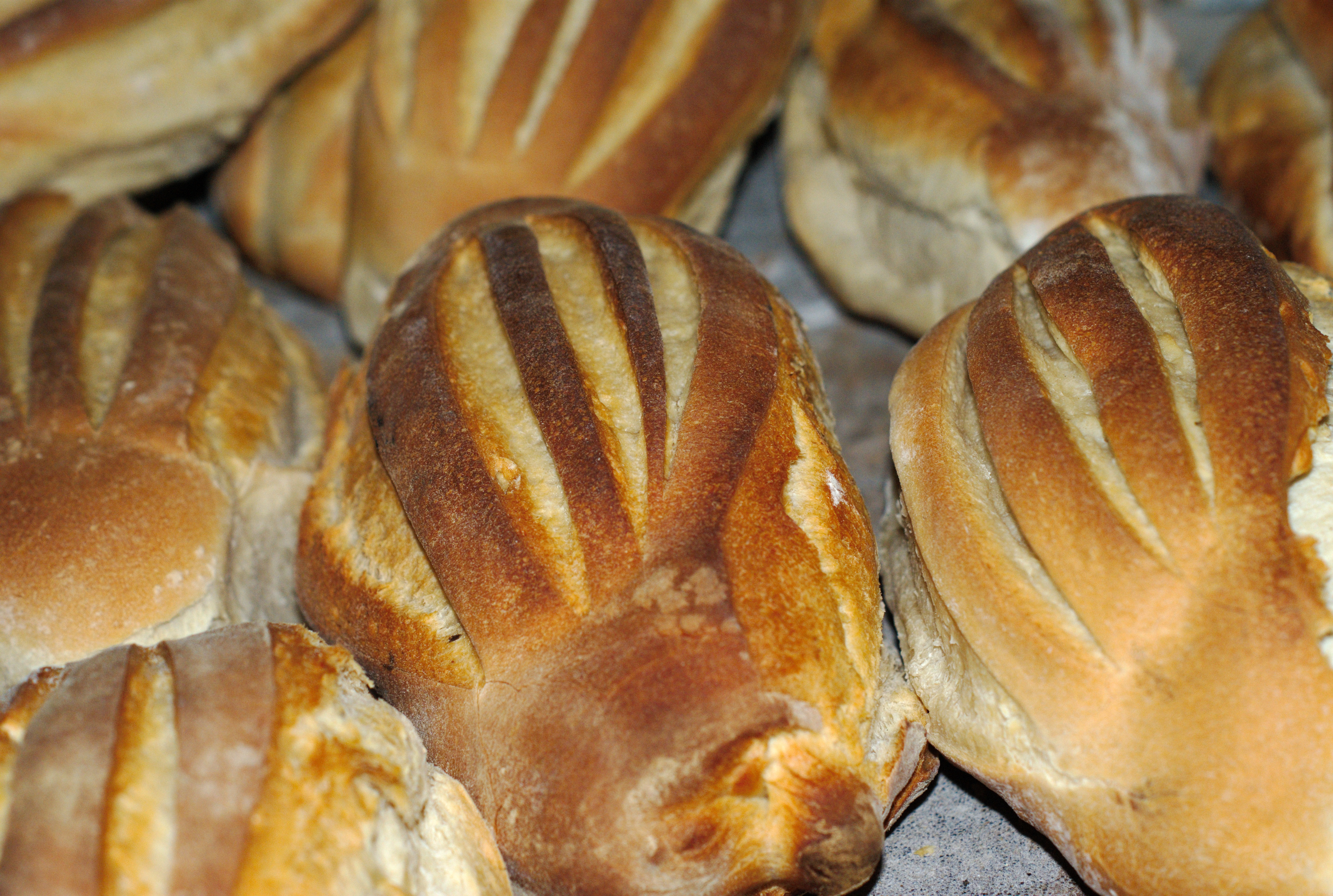
Pains briés.

Le pain brié est un pain originaire de Normandie, plus précisément, de la région du Bessin.

## Étymologie
Le nom de ce pain traditionnel vient du martèlement de la pâte, le terme « brié » dérivant du verbe « brier », qui signifie « marteler », en ancien normand ; sans aucun lien avec le fromage de Brie.

## Préparation
Sa préparation comprend une longue période de pétrissage et un battage de la pâte, ce qui a pour effet de la resserrer, produisant un pain lourd avec une mie au levain serrée.